# Jeu de l'élastique

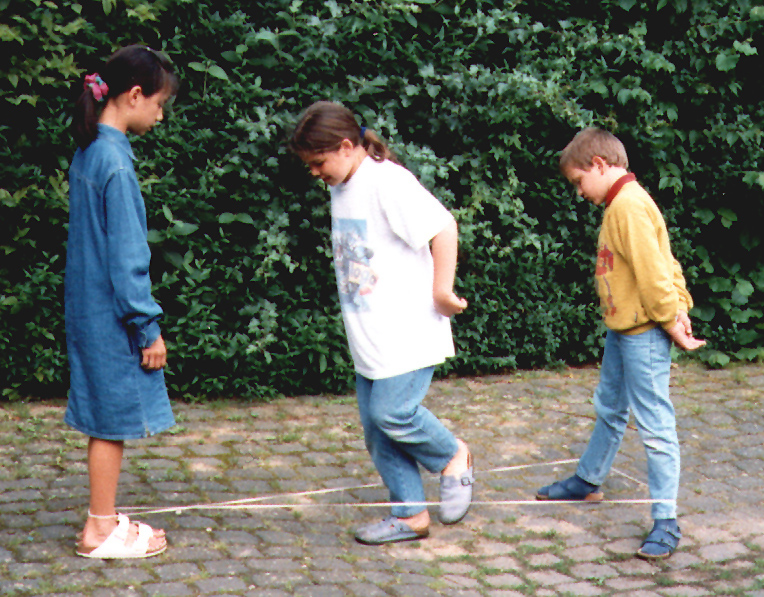
Jeu de l'élastique en Allemagne, 1998

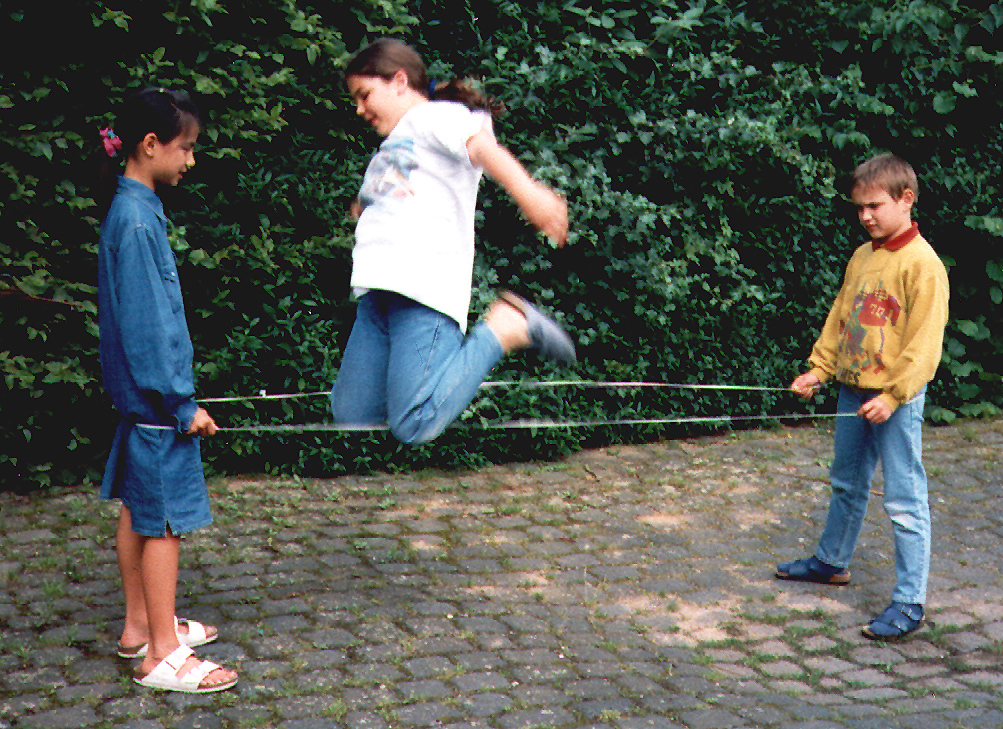
Jeu de l'élastique en Allemagne, 1998

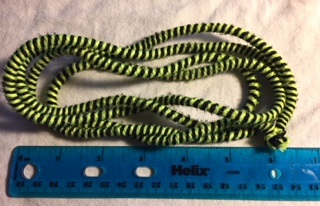
Jeu de l'élastique

Le jeu de l'élastique est un jeu enfantin, joué par au moins 3 personnes à l'aide d'une bande élastique (d'environ 3 mètres de longueur) nouée en cercle. 

## Historique
Ce jeu chinois est né au VIIe siècle apr. J.-C. et s'est répandu dans le reste du monde dans les années 1960.

## Description
Deux joueurs placent leurs jambes à l'intérieur du cercle, en tendant l'élastique à une certaine hauteur : hauteur des chevilles, des mollets, des genoux, des cuisses, etc. Le troisième joueur réalise différentes figures en enchainant des sauts et posant ses pieds au sol ou sur l'élastique ; quand il échoue à réaliser une figure, un autre joueur prend sa place. Les mouvements sont parfois rythmés par la récitation d'une chanson enfantine.
Ce jeu ne doit pas être confondu avec un autre jeu enfantin, consistant à « tricoter » des figures géométriques avec un petit élastique (ou ficelle nouée) autour des doigts des deux mains.
On peut également baisser le nombre de joueurs en accrochant l'élastique à un pilier.

## Galerie d'images

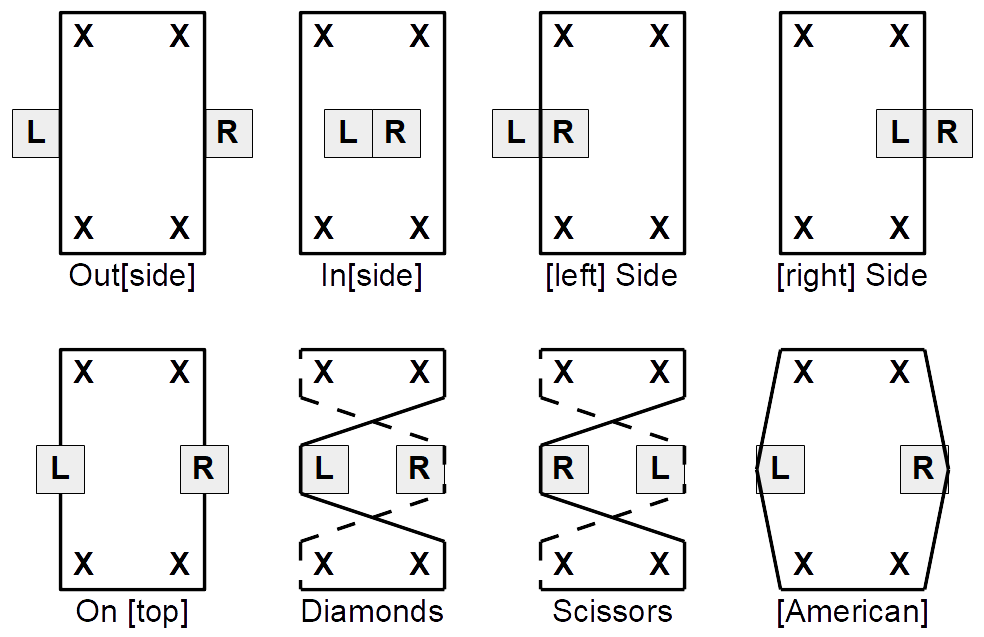
Avec motifs Americains
Avec motifs Sailboats